# Fortuna (Schiff, 1903)
Die Fortuna war ein Fahrgastschiff in Berlin.

## Geschichte
Das Schiff wurde 1903 auf der Werft der Gebr. Maass in Neustrelitz gebaut und trug zunächst den Namen Oskar.
Angeschafft wurde das Schiff von der Teltowkanal-Bauverwaltung, weil sich aus dem Bau des Teltowkanals eine Ausweitung des Berliner Verkehrsnetzes und damit ein Bedarf an Fahrgastschiffen ergab: Zusammen mit dem Teltowkanal war auch der Prinz-Leopold-Kanal angelegt worden, der der Spülung des unteren Abschnitts des Teltowkanals dienen sollte und zugleich eine Verbindung der Seen zwischen dem Wannsee und dem Griebnitzsee herstellte. Damit konnte eine Personenschifffahrtslinie von Neubabelsberg bis Beelitzhof eingerichtet werden, die eine Weiter- bzw. Rückfahrt über die Unterhavel, Moorlake, Nedlitz und Potsdam bis Klein-Glienicke ermöglichte. Auch sollte eine Schifffahrtslinie von Neubabelsberg über Kohlhasenbrück bis zur Schleuse Machnow eingerichtet werden. Eine Dampfstraßenbahn fuhr bereits seit 1888 von Groß-Lichterfelde über Teltow bis nach Stahnsdorf.
Oskar verfügte im Gegensatz zu drei offenen Dampfschiffen, die man von der Terraingesellschaft übernommen hatte, über eine Vorder- und eine Achterkajüte unter einem glatt durchlaufenden Deck. Der Dampfer war deutlich größer als die vier Boote mit Benzinmotoren, die bald nach Oskars Inbetriebnahme die Flotte erweiterten. Sie hießen Teltow und Groß-Lichterfelde sowie Tempelhof und Zehlendorf.
Die Oskar wurde später auf Fortuna umgetauft und in den 1930er-Jahren im Charter von der Stern und Kreisschiffahrt betrieben. Ihr Heimathafen war jetzt Brandenburg an der Havel. Laut Groggert war das Schiff damals 21,25 m lang und 4,31 m breit.
1935 war die Fortuna das einzige Schiff der Reederei Vogler & Riesenberg in Brandenburg. Damals hatte sie eine Zulassung für die Beförderung von 195 Personen.
Der Dampfer überstand den Zweiten Weltkrieg und war laut Binnenschifferforum ab 1951 im Besitz der Stern und Kreisschiffahrt. Abweichend von Groggert ist dort angegeben, das Schiff habe eine Breite von 4,74 m und einen Tiefgang von 1,57 m gehabt und sei nur für 161 Personen zugelassen gewesen. Die Maschine habe 80 PS gehabt und ab 1954 sei die Fortuna, damals schon im Besitz Herbert Grundmanns, zum Dampfschlepper umgebaut worden.
Nach Groggert ging das Schiff dagegen erst 1960 in den Besitz von Herbert Grundmann über. Geplant war ein Umbau zum Motorschiff; die Dampfmaschine war 1960 bereits ausgebaut. Aber nachdem sich Grundmanns Pläne nicht verwirklichen ließen, wurde die Schiffsschale laut Groggert nach Lauenburg geschleppt und zur Verschrottung verkauft. Im Binnenschifferforum ist allerdings zu lesen, die Fortuna sei erst 1976 abgewrackt worden, und interessanterweise befand sich 1975 unter den drei Schiffen, die Grundmann damals in Hanau betrieb, noch eine Fortuna: Günter Benja gibt an, Grundmann habe damals neben zwei Motorschiffen namens Tourist und Christel das Motorschiff Fortuna besessen, gebaut in „Neu-Strelitz“, umgebaut in „(Lauenburg)“, mit einer 120-PS-Maschine 18 km/h schnell. Dieses Schiff war nach Benja 22,40 Meter lang und 5 Meter breit und hatte einen Tiefgang von einem Meter. Zugelassen war es für 220 Personen. Benja nennt allerdings als Baujahr das Jahr 1926.
Die mit Bernd Romig geplante Umrüstung der Fortuna zum Einsatz auf der Ostsee hätte die Lanke-Werft II, die ehemalige Klahn-Werft, in Spandau übernehmen sollen. Nachdem dies mit der Fortuna nicht geglückt war, wurden diese Pläne schließlich mit der Alf umgesetzt, die zunächst Grundmann und dann Romig gehörte.